# Gabinet de govern d'Àustria 2008-2013
El govern de Werner Faymann I va prendre possessió del càrrec el 2 de desembre de 2008 i deixà el càrrec el 16 de desembre de 2013. Fou un govern de coalició del Partit Socialdemòcrata d'Àustria (SPÖ) i del Partit Popular d'Àustria (ÖVP).
| XXIV Legislatura (02/12/2008-16/12/2013) |
| Canceller: Werner Faymann (SPÖ)          |

| Ministeri Federal                                          | Titulars                                                | Titulars                                                | Titulars                                             | Titulars                                             | Titulars |
| ---------------------------------------------------------- | ------------------------------------------------------- | ------------------------------------------------------- | ---------------------------------------------------- | ---------------------------------------------------- | -------- |
| Ministeri Federal                                          | 2 de desembre de 2008                                   | 26 de gener de 2010                                     | 21 d'abril de 2011                                   | 11 de març de 2013                                   |          |
| Vicecanceller i Finances                                   | Josef Pröll (ÖVP) fins al 21.04.11                      | Josef Pröll (ÖVP) fins al 21.04.11                      |                                                      |                                                      |          |
| Vicecanceller i Afers Europeus i Internacionals            |                                                         |                                                         | Michael Spindelegger (ÖVP) des del 21.04.11          | Michael Spindelegger (ÖVP) des del 21.04.11          |          |
| Finances                                                   |                                                         |                                                         | Maria Fekter (ÖVP) des del 21.04.11                  | Maria Fekter (ÖVP) des del 21.04.11                  |          |
| Afers Europeus i Internacionals                            | Michael Spindelegger (ÖVP) fins al 21.04.11             | Michael Spindelegger (ÖVP) fins al 21.04.11             |                                                      |                                                      |          |
| Dona, Mitjans de Comunicació i Política Regional           | Gabriele Heinisch-Hosek (SPÖ)                           | Gabriele Heinisch-Hosek (SPÖ)                           | Gabriele Heinisch-Hosek (SPÖ)                        | Gabriele Heinisch-Hosek (SPÖ)                        |          |
| Salut                                                      | Alois Stöger (SPÖ)                                      | Alois Stöger (SPÖ)                                      | Alois Stöger (SPÖ)                                   | Alois Stöger (SPÖ)                                   |          |
| Interior                                                   | Maria Fekter (ÖVP) fins al 21.04.11                     | Maria Fekter (ÖVP) fins al 21.04.11                     | Johanna Mikl-Leitner (ÖVP) des del 21.04.11          | Johanna Mikl-Leitner (ÖVP) des del 21.04.11          |          |
| Justícia                                                   | Claudia Bandion-Ortner (Cap, ind. ÖVP) fins al 21.04.11 | Claudia Bandion-Ortner (Cap, ind. ÖVP) fins al 21.04.11 | Beatrix Karl (ÖVP) des del 21.04.11                  | Beatrix Karl (ÖVP) des del 21.04.11                  |          |
| Defensa i Esports                                          | Norbert Darabos (SPÖ) fins l'11.03.13                   | Norbert Darabos (SPÖ) fins l'11.03.13                   | Norbert Darabos (SPÖ) fins l'11.03.13                | Gerald Klug (SPÖ) des de l'11.03.13                  |          |
| Agricultura, Silvicultura, Medi Ambient i Recursos Hídrics | Nicholas Berlakovich (ÖVP)                              | Nicholas Berlakovich (ÖVP)                              | Nicholas Berlakovich (ÖVP)                           | Nicholas Berlakovich (ÖVP)                           |          |
| Afers Socials i Treball                                    | Rudolf Hundstorfer (SPÖ)                                | Rudolf Hundstorfer (SPÖ)                                | Rudolf Hundstorfer (SPÖ)                             | Rudolf Hundstorfer (SPÖ)                             |          |
| Educació, Art i Cultura                                    | Claudia Schmied (SPÖ)                                   | Claudia Schmied (SPÖ)                                   | Claudia Schmied (SPÖ)                                | Claudia Schmied (SPÖ)                                |          |
| Transport, Innovació i Tecnologia                          | Doris Bures (SPÖ)                                       | Doris Bures (SPÖ)                                       | Doris Bures (SPÖ)                                    | Doris Bures (SPÖ)                                    |          |
| Afers Econòmics, Família i Joventut                        | Reinhold Mitterlehner (ÖVP)                             | Reinhold Mitterlehner (ÖVP)                             | Reinhold Mitterlehner (ÖVP)                          | Reinhold Mitterlehner (ÖVP)                          |          |
| Ciència i Recerca                                          | Johannes Hahn (ÖVP) fins al 26.01.10                    | Beatrix Karl (ÖVP) des del 26.01.10 i fins al 21.04.11  | Karlheinz Töchterle (Cap, ind. ÖVP) des del 21.04.11 | Karlheinz Töchterle (Cap, ind. ÖVP) des del 21.04.11 |          |

| Secretaris d'Estat                                | Titulars                                | Titulars                                                | Titulars                                                   | Titulars                                 | Titulars |
| ------------------------------------------------- | --------------------------------------- | ------------------------------------------------------- | ---------------------------------------------------------- | ---------------------------------------- | -------- |
| Secretaris d'Estat                                | 2 de desembre de 2008                   | 26 de novembre de 2010                                  | 21 d'abril de 2011                                         | 11 de setembre de 2012                   |          |
| Cancelleria                                       | Josef Ostermayer (SPÖ)                  | Josef Ostermayer (SPÖ)                                  | Josef Ostermayer (SPÖ)                                     | Josef Ostermayer (SPÖ)                   |          |
| Viceancelleria i Finances                         | Reinhold Lopatka (ÖVP) fins al 21.04.11 | Reinhold Lopatka (ÖVP) fins al 21.04.11                 |                                                            |                                          |          |
| Viceancelleria i Finances                         | Andreas Schieder (SPÖ) fins al 21.04.11 |                                                         |                                                            |                                          |          |
| Vicecancelleria i Afers Europeus i Internacionals |                                         |                                                         | Wolfgang Waldner (ÖVP) des del 21.04.11 i fins al 22.08.12 | Reinhold Lopatka (ÖVP) des de l'11.09.12 |          |
| Finances                                          |                                         |                                                         | Andreas Schieder (SPÖ) des del 21.04.11                    | Andreas Schieder (SPÖ) des del 21.04.11  |          |
| Interior                                          |                                         |                                                         | Sebastian Kurz (ÖVP) des del 21.04.11                      | Sebastian Kurz (ÖVP) des del 21.04.11    |          |
| Afers Econòmics, Família i Joventut               | Christine Marek (ÖVP) fins al 26.11.10  | Verena Remler (ÖVP) des del 26.11.10 i fins al 21.04.11 |                                                            |                                          |          |